# Silnice II/352
Silnice II/352 je silnice II. třídy, která spojuje Jihlavu se silnicí I/19 přes město Polná. V Polné má dva krátké peážní úseky se silnicí II/348 a II/351 a její délka včetně peáže je 29,7 km. Prochází jedním krajem a dvěma okresy (Jihlava a Žďár nad Sázavou), hranici okresů překonává mezi obcemi Špinov a Hrbov, přibližně 19,7 km od Jihlavy. Na silnici I/19 se připojuje křižovatkou nedaleko obce Sázava.

## Vedení silnice

### Kraj Vysočina, okres Jihlava
- Jihlava (křiž. I/38)
- Měšín
- Ždírec (křiž. III/3525, III/3526)
- Polná (křiž. II/348, II/351, III/3527)
- Hrbov
- Špinov
- Nížkov
- Sázava